# عبدالصمد المبارکی
عبدالصمد المبارکی (انگلیسی: Abdessamad El Mobarky؛ زادهٔ ۱ ژانویهٔ ۱۹۸۱) بازیکن فوتبال اهل مراکش است.
از باشگاه‌هایی که در آن بازی کرده‌است می‌توان به باشگاه فوتبال برکان و باشگاه فوتبال مغرب تطوان اشاره کرد.
وی همچنین در تیم ملی فوتبال مراکش بازی کرده‌است.